# French Frigate Shoals
Die French Frigate Shoals (hawaiisch: Mokupāpapa) sind ein unbewohntes Atoll im nördlichen Pazifischen Ozean, das zu den nordwestlichen Hawaiʻi-Inseln gehört. Die nächste bewohnte Insel ist Kauaʻi, rund 700 km im Südosten. Politisch gehören die French Frigate Shoals zum State of Hawaii, dem 50. Bundesstaat der Vereinigten Staaten.

## Geografie
Geografisch zählen die French Frigate Shoals zu den nordwestlichen Hawaii-Inseln. Sie sind ein Atoll, das aus einem sichelförmigen Korallenriff besteht, dem mehrere Motus und Sandbänke aufsitzen. Die Landfläche aller Motus zusammen beträgt nur 0,45 Quadratkilometer. Die Lagune hingegen bedeckt 462 km² und ist bis zu 37 m tief. Sie wird im Westen von einem weiteren, vollständig unter dem Meeresspiegel liegenden Riff abgeschlossen. Ungefähr in der Mitte der Lagune erhebt sich ein kleinerer Felsturm, La Perouse Pinnacle, der Überrest des einst aktiven Vulkans, der die Atollbildung auslöste. Im Hawaii-Archipel liegen die geologisch jüngsten Inseln im Südosten, nach Nordwesten hin nimmt ihr Alter zu. Die nordwestlichen Hawaii-Inseln gehören zu den ältesten der Gruppe.
Der größte Teil der Landmasse der French Frigate Shoals ist auf Riffinseln im nördlichen Bereich des Atolls verteilt. Deren Anzahl wechselt, da sie dynamische Landformen sind, die in erdgeschichtlich sehr kurzen Zeiträumen entstehen und wieder verschwinden. Der französische Entdecker La Perouse zählte 1786 eine Insel und drei Sandbänke, allerdings hatte er nicht das gesamte Atoll überblickt. Auf der Karte des U.S. Navy Hydrographic Office von 1859 sind 5 Sandinseln und zwei Felsen eingezeichnet, Captain N.C. Brooks von der Bark Gambia listete 1859 einen Fels und 16 Sandinseln auf, und 1891 zählte Kapitän Walker von der Kaalokai 13 Inseln. Die Tanager-Expedition von 1928 kartierte wiederum 16 Inseln.:30 Heute geht man von 12 Motus aus, deren Anzahl sich aber durchaus nach dem nächsten Tsunami oder Hurrikan ändern kann.

### Tern Island

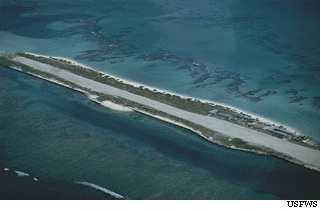
Luftbild von Tern Island

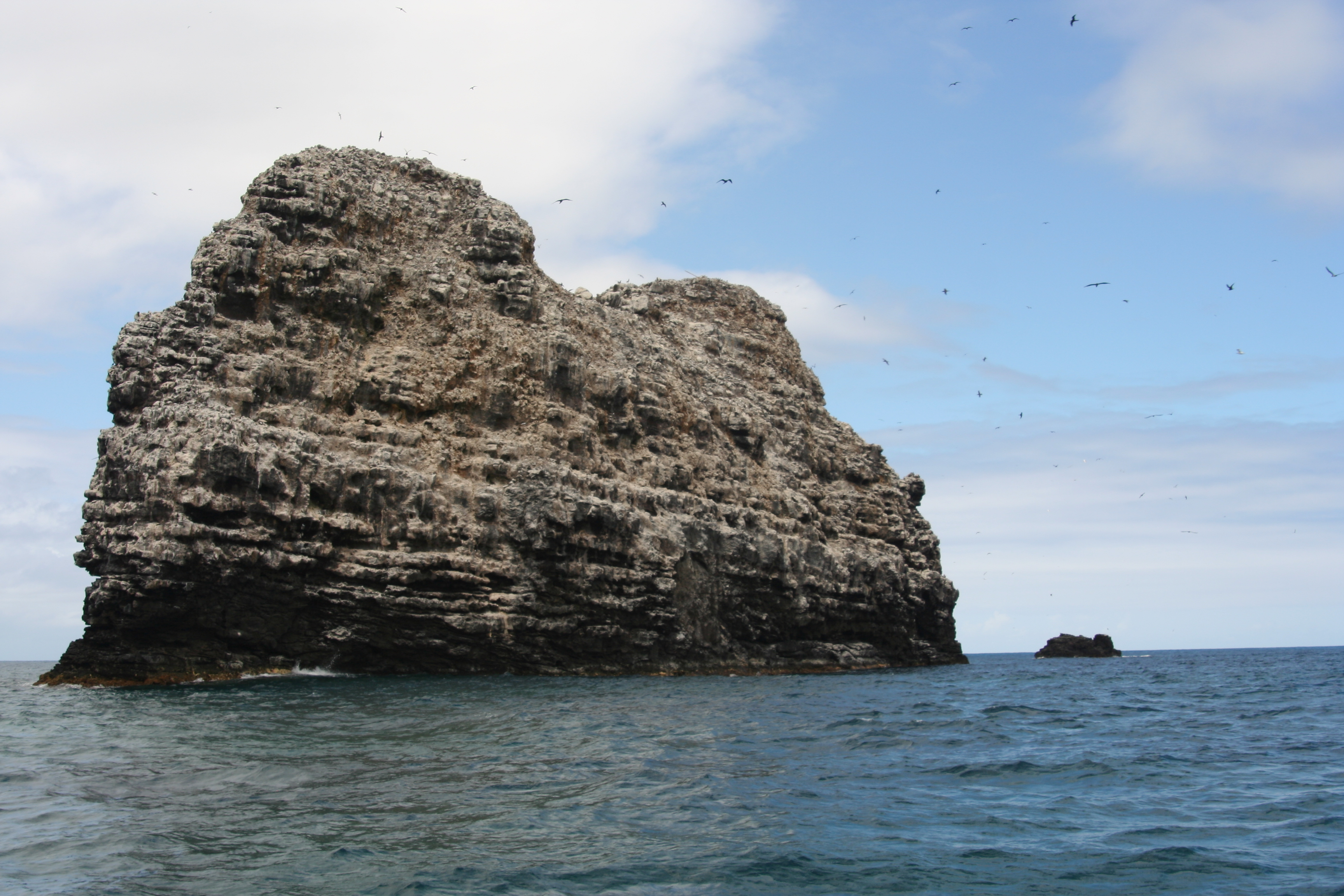
La Perouse Pinnacle

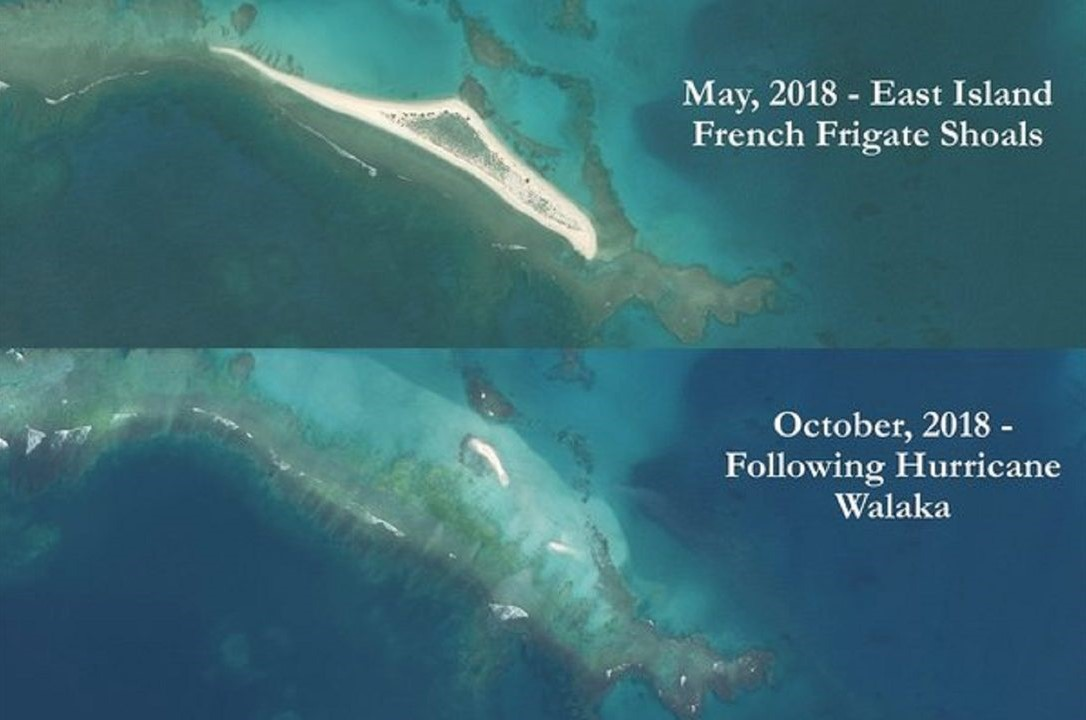
East Island vor und nach dem Hurrikan Walaka

Tern Island (deutsch: Seeschwalbeninsel), die Hauptinsel und größte der French Frigate Shoals, liegt im Norden des Atolls innerhalb des Riffs. Ursprünglich eine kleine, einer lang gezogenen Ellipse gleichende Sandbank, wurde sie während des Pazifikkrieges beträchtlich vergrößert und zu einem Militärflugplatz ausgebaut. Heute umfasst die Insel 0,14 km³, ist 950 m lang, 150 m breit und sieht aus der Luft aus wie das Deck eines Flugzeugträgers.:62 Eine 75 m breite Start- und Landebahn aus verdichtetem Korallenschutt zieht sich durch die gesamte Länge der Insel. Sie ist inzwischen größtenteils mit Gras, Kriechpflanzen und niedrigen Büschen zugewachsen. Im Südwesten stehen noch einige halb verfallene Gebäude sowie der Rest eines Schiffsanlegers. Im September 2014 veröffentlichten die US-Umweltschutzbehörde EPA (United States Environmental Protection Agency) und der U.S. Fish and Wildlife Service eine Untersuchung der Kontamination von Tern Island. Die Ergebnisse zeigten, dass gefährliche Stoffe wie Polychlorierte Biphenyle (PCB) und Blei freigesetzt wurden, die aus vergrabenen Militärabfällen stammen.

### La Perouse Pinnacle
La Perouse Pinnacle ist eine kleine, vegetationslose Felsinsel, der Überrest des 12 Millionen Jahre alten, heute fast vollständig versunkenen Zentralvulkans des Atolls, die sich etwa 4 km westlich des Riffes steil aus dem Meer erhebt. Der Fels ragt 37 Meter über den Meeresspiegel und besteht aus einem dunkel- bis mittelgrauen, blasigen Olivinbasalt. Kot der zahlreichen Seevögel hat die Oberfläche weiß gefärbt, was Leutnant John M. Brook von der USS Fenimore Cooper 1859 zu der Annahme veranlasste, dort gäbe es umfangreiche Guano-Vorkommen. Zu einem Abbau kam es jedoch nicht. Ein kleiner, nur etwa 3 m hoher Felsbrocken, eine Art Nebeninsel, ragt rund 100 m westlich davon aus dem Meer.

### East Island
East Island, die zweitgrößte Insel des Atolls, lag rund 5,5 km nordöstlich von La Perouse Pinnacle, auf der Position 23° 47' Nord, 66° 13' West. Noch im 20. Jahrhundert glich sie einem lang gezogenen Dreieck mit einer Länge von 420 m und einer maximalen Breite von 80 m.:14 Die nur 2,5 bis 3 m hohe Insel aus Korallenschutt und -sand sowie zerbrochenen Muschelschalen war spärlich mit Gras, Kriechpflanzen und einigen niedrigen Sträuchern bewachsen. 1937 waren dort vorübergehend mehrere Schiffe und zwei Flugboote der US Navy zu Übungs- und Aufklärungszwecken stationiert. 1940 wurde auf East Island eine LORAN-Station der United States Coast Guard mit sechs Quonsetbaracken, Wassertanks und mehreren Antennenmasten errichtet.:45 und 53 Nach Schließung der Station im Jahr 1952 war die Insel eine ungestörte Eiablage für die Grüne Meeresschildkröte und Rastplatz der seltenen Hawaii-Mönchsrobbe. Der Hurrikan Walaka der Kategorie 5 nach der Hurrikan-Skala, der im Oktober 2018 über die Hawaii-Inseln zog, traf am 4. Oktober auf die French Frigate Shoals. Spätere Satellitenaufnahmen zeigten, dass East Island  unter dem Meeresspiegel verschwunden war.

### Whale-Skate Island
Whale und Skate waren ursprünglich zwei kleine, getrennte Inseln im äußersten Nordosten des Atolls. Die niedrigen, nur spärlich mit Chenopodium bewachsenen Sandinseln auf der Position 21° 53' Nord, 166° 13' West, waren noch vor 100 Jahren von einem 140 m breiten Kanal getrennt, wie der Ornithologe Dr. Alexander Wetmore (1886–1978), der führende Wissenschaftler der Tanager-Expedition von 1923/24, in seinem Expeditionsbericht festhielt. Darf man Zeitungsberichten glauben, waren die Inseln in den 1990er Jahren erodiert und vollständig unter dem Meeresspiegel verschwunden (Zitat aus der New York Post: „Whale-Skate Island, eroded until it was completely submerged in the 1990s and it has not returned“). Neuere Satellitenaufnahmen von 2023, zum Beispiel bei Google Earth, zeigen sie jedoch (wieder?) als 180 m lange, bananenförmige, vegetationslose Sandbank.

### Gin Island und Little Gin Island
Gin Island erhielt ihren Namen von Alexander Wetmore, der 1923 am Strand eine angespülte, leere Gin-Flasche fand. Gin Island war damals birnenförmig, rund 600 m lang, maximal 45 m breit und mit ein paar verstreuten, niedrigen Pflanzen bewachsen. Heute hat die aus Sand, Korallentrümmern und Muschelschalen bestehende Insel eine eher dreieckige Form und ist nur noch 250 m lang. Rund 300 Meter südlich davon liegt das lang gestreckte, sandige Little Gin Island, mittlerweile mit 350 m Länge und 100 m Breite die größere der beiden Inseln.

### Trig Island
Von Trig Island, innerhalb des nördlichen Teiles des Riffes auf der Position 23° 52' Nord, 166° 15' West gelegen, ist heute nur noch eine etwa 10 m lange Sandbank ohne Bewuchs verblieben. 1971 war dort noch eine 350 m lange und bis zu 85 m breite Insel, ungefähr in Form einer liegenden Ellipse, die eine spärliche Pflanzendecke aus Gras, Kriechpflanzen und Buschwerk trug.:21
Weitere mit Namen versehene Riffinseln sind: Disappearing Island, Mullet Island, Bare Island, Near Island, Shark Island und Round Island, allesamt niedrige Koralleninseln oder Sandbänke ohne oder mit nur spärlichem Bewuchs, deren Existenz bei Stürmen oder Tsunamis jederzeit bedroht ist.
Die French Frigate Shoals sind heute unbewohnt, nur gelegentlich kommen Wissenschaftler zu einem Kurzaufenthalt. Auf keiner der Inseln gibt es Süßwasservorkommen. Auf einigen Inseln kann man etwas Brackwasser finden, indem man gräbt und die Ghyben-Herzberg-Linse anschneidet.

## Klima und Wetter
Die Hawaii-Inseln liegen im Bereich des Nordost-Passats, der während seiner langen Reise über den Pazifik Feuchtigkeit aufnimmt. Von den teils ergiebigen orographischen Niederschlägen auf der den Winden zugewandten Seite profitieren jedoch nur die höheren Inseln des Archipels mit Erhebungen bis zu 4000 m (z. B. Big Island). Die niedrigen French Frigate Shoals sind vergleichsweise regenarm. Die Periode mit dem ergiebigsten Regenfällen reicht vom Dezember bis März.
Die Insel hat tropisches Seeklima. Die Temperaturunterschiede zwischen den einzelnen Monaten sind nicht sehr ausgeprägt. Die heißeste Periode liegt zwischen Juni und Oktober.:33 Frost ist unbekannt.
Hawaii wird gelegentlich von Hurrikanen getroffen, davon gab es mehrere, die auch die French Frigate Shoals tangierten. Wegen des Hurrikans „Hiki“ am 16. August 1950 musste die Basis der US-Küstenwache auf Tern Island evakuiert werden, und der Hurrikan „Walaka“ vom 4. Oktober 2018 führte zum Untergang von East Island.

### Klimawandel
Die flachen nordwestlichen Hawaii-Inseln werden von den Folgen des Klimawandels in besonderem Maße betroffen sein. Da die French Frigate Shoals unbewohnt sind, gibt es keine Auswirkungen auf menschliche Siedlungen. Allerdings wird ein Anstieg des Meeresspiegels zum Verlust von Habitaten, teils bedrohter Arten, führen. Bei einem Anstieg des Meeresspiegels von einem Meter werden 12 Prozent der Landfläche (ohne La Perouse Pinnacles) verloren gehen. Bei einem Anstieg von 2 m werden Gin Island, Little Gin Island, Shark Island und Round Island zur Gänze unter dem Meer versinken.:62

## Flora
Die Vegetationsdecke der Motus ist spärlich und lückenhaft, das liegt zum einen an den kargen, nährstoffarmen Böden, die aus Korallensand und Kies, zerbrochenen Muschelschalen und nur wenig Humus in den bewachsenen Bereichen bestehen, aber auch an dem Salzspray, der vom Wind über die flachen Inseln getragen wird, sowie – insbesondere auf Tern Island – an umfassenden menschlichen Eingriffen. Zu den indigenen Pflanzen gehören:
- Chenopodium oahuense
- Ipomoea pes-caprae und Tribulus cistoides
- Heliotropium curassavicum
- die auf den pazifischen Inseln weit verbreiteten Scaevola taccada
- die Grasarten Eragrostis paupera und Lepturus repens.

Weitere Arten hat der Mensch – absichtlich oder versehentlich – eingebracht:
- Portulaca oleracea
- Malva parviflora
- die Grasarten Cenchrus echinatus und Cynodon dactylon
- Kasuarinen auf Tern Island, die jedoch nicht überlebt haben.

## Fauna
La Perouse Pinnacle und die meisten Motus sind Brutgebiete für zahlreiche Meeresvögel. Die häufigste Art ist die Rußseeschwalbe (Onychoprion fuscatus) mit geschätzten 80 000 Brutpaaren alleine auf La Perouse Pinnacle.:58 Weitere häufige Arten sind:
- Schwarzfußalbatros (Phoebastria nigripes)
- Laysanalbatros (Phoebastria immutabilis)
- Rotschwanz-Tropikvogel (Phaethon rubricauda)
- Feenseeschwalbe (Gygis alba)
- Braunnoddi (Anous stolidus) und Weißkappennoddi (Anous minutus).[19]:190

Die sandigen Riffinseln sind wichtige Rückzugsgebiete für Mönchsrobben, darunter auch die seltene Hawaii-Mönchsrobbe (Neomonachus schauinslandi). Grüne Meeresschildkröten (Chelonia mydas) nutzen die Strände zur Eiablage.

Tierwelt
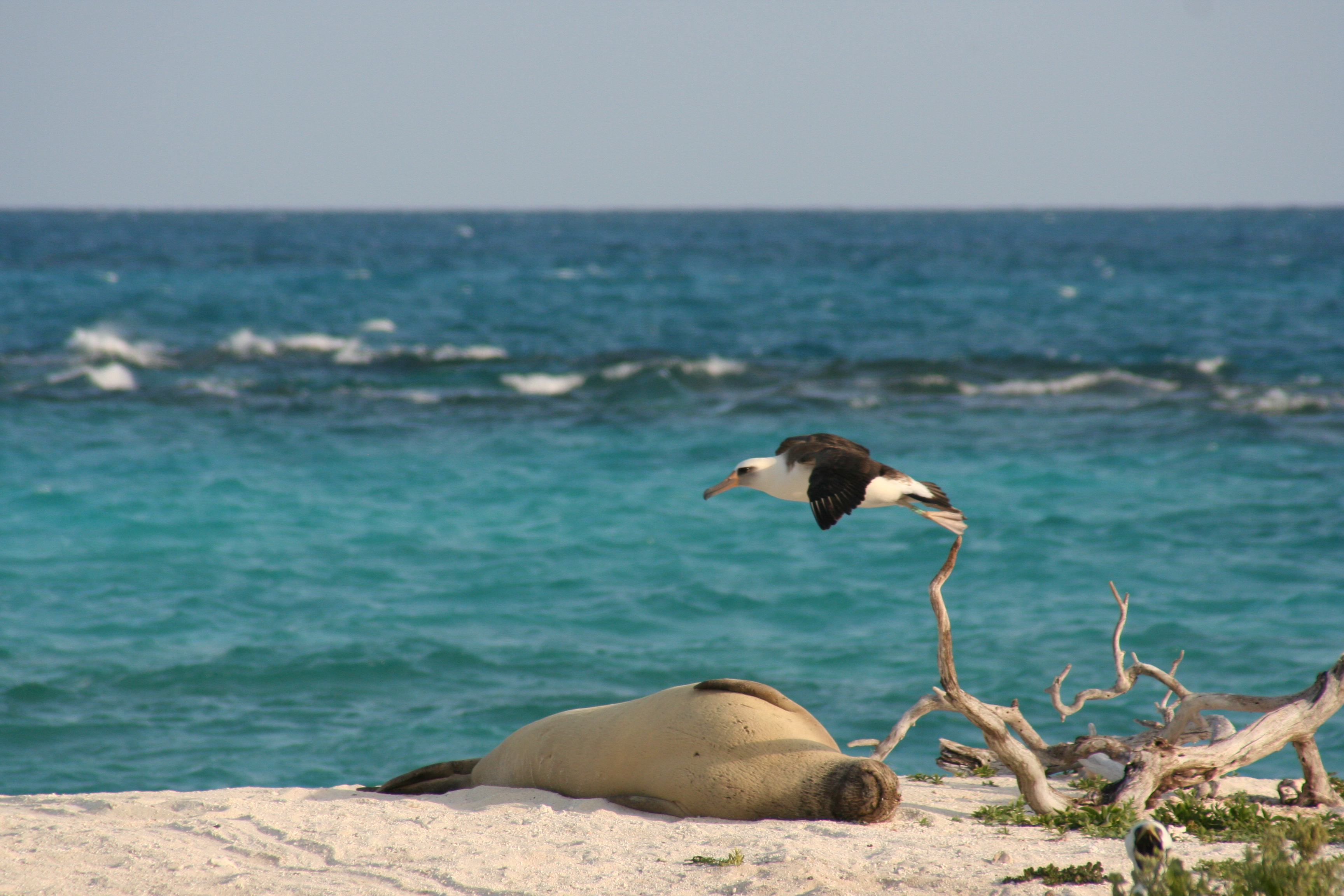
Hawaiʻi-Mönchsrobbe und Laysanalbatros auf Tern Island
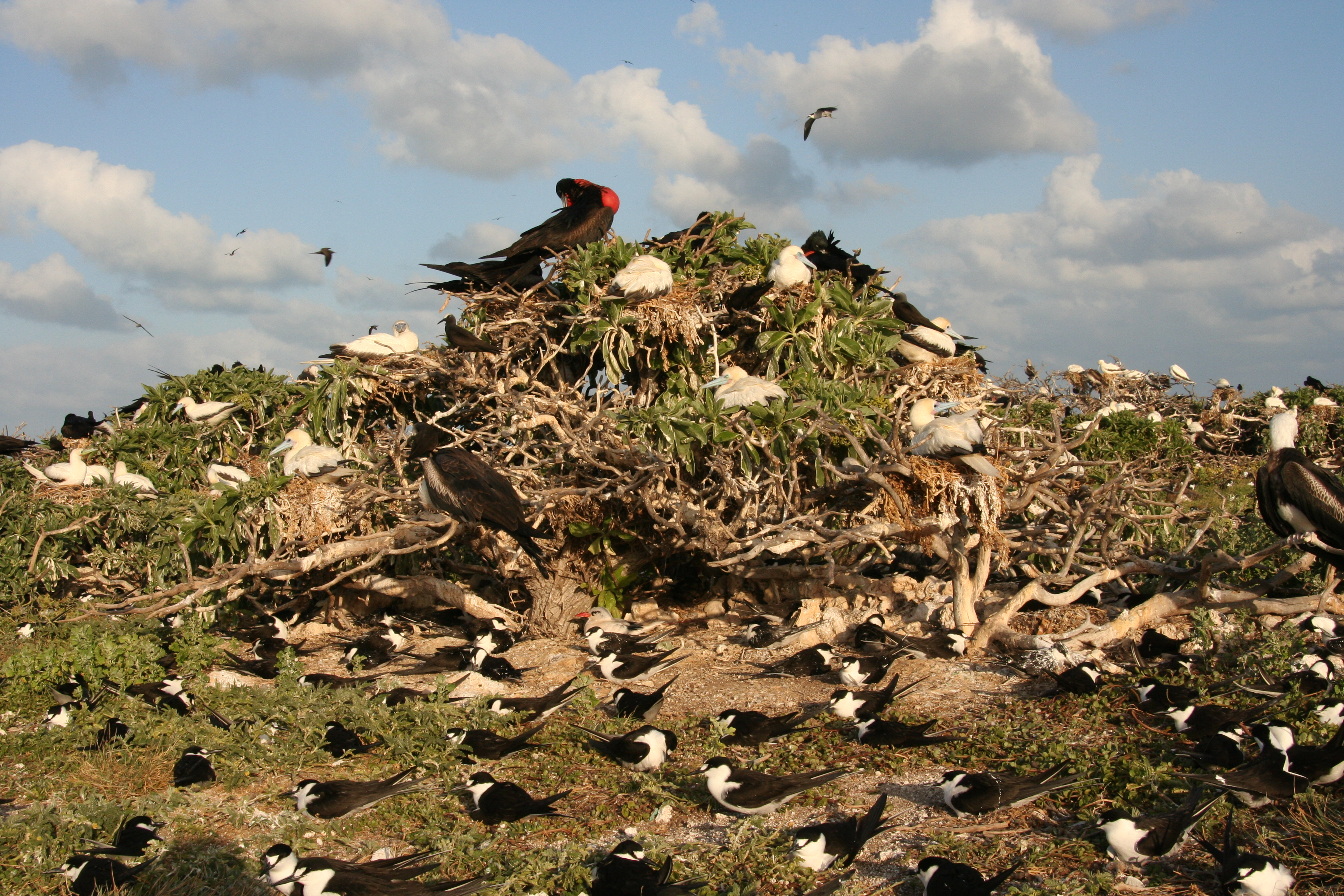
Seevögelkolonie auf Tern Island
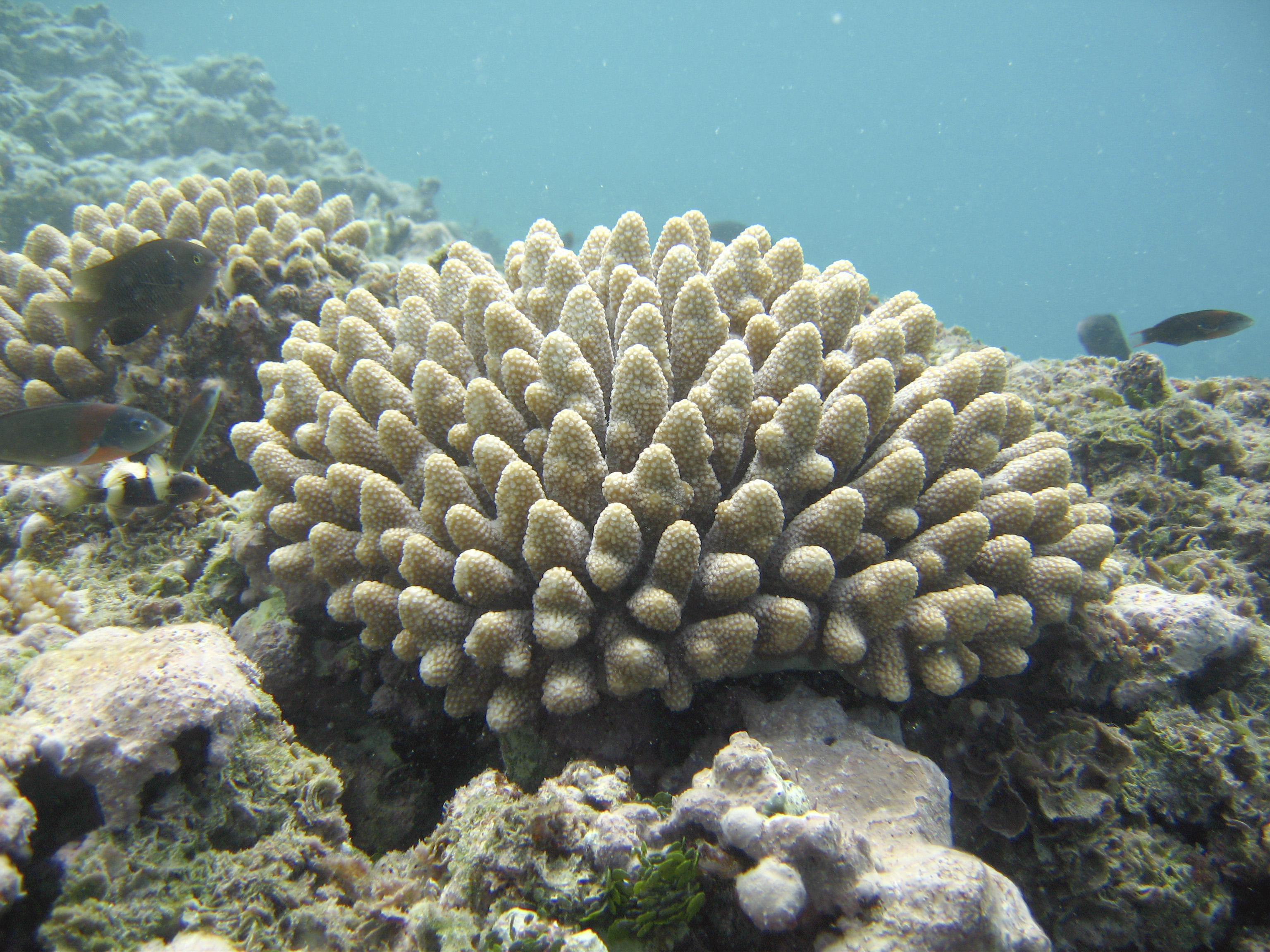
Steinkoralle der Gattung Acropora
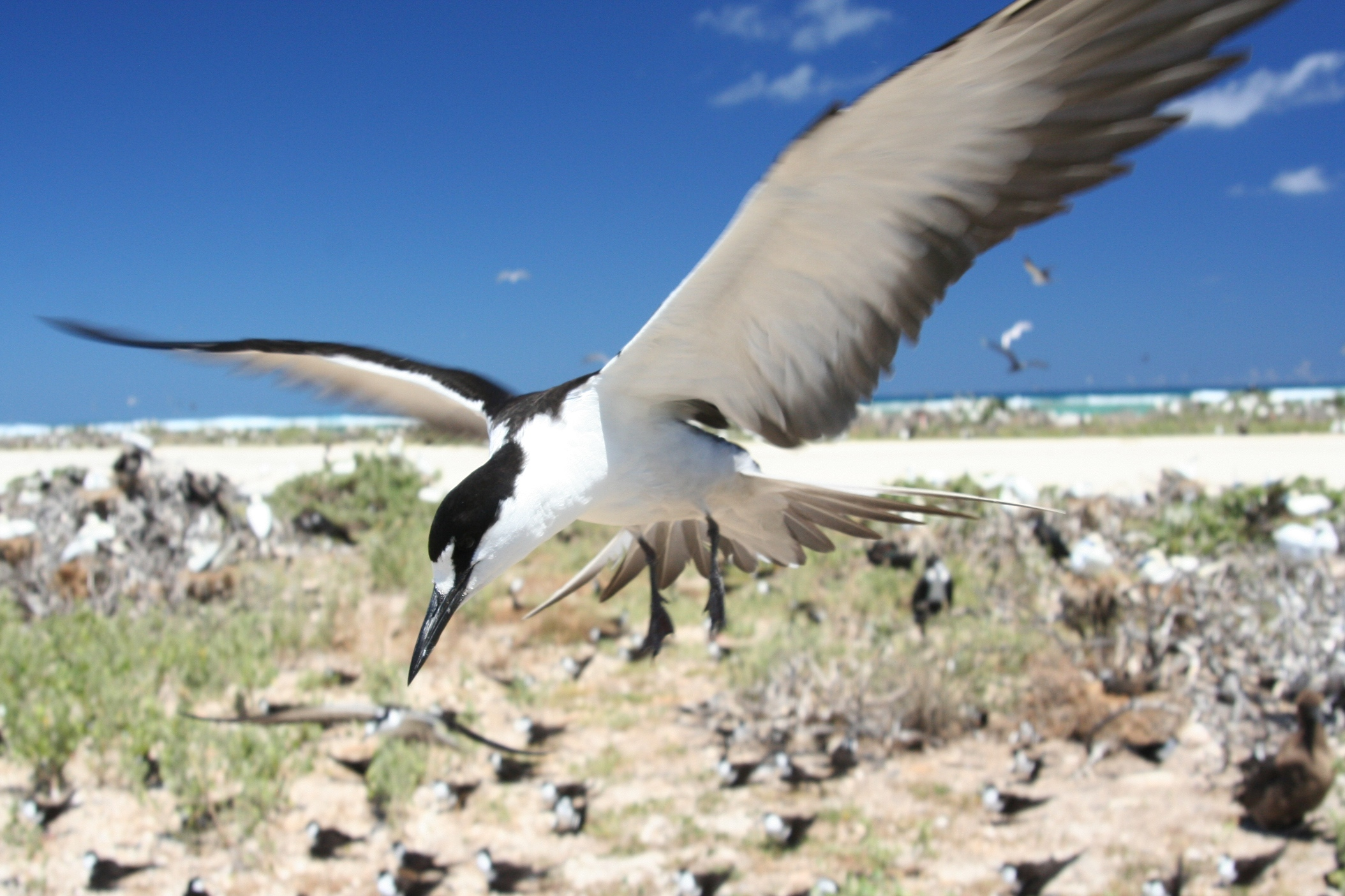
Fliegende Rußseeschwalbe

Eine spezialisierte Art der Falterfische, der Sparren-Falterfisch (Chaetodon trifascialis), der sich von der Koralle Acropora cytherea ernährt, kommt, von Einzelexemplaren abgesehen, im Hawaii-Archipel bislang nur am Riff der French Frigate Shoals vor. Die Population ist ein Indikator für die Gesundheit der Korallenriffe.

## Geschichte

### Vorgeschichte
Ob die French Frigate Shoals jemals von Polynesiern bewohnt waren, ist zweifelhaft. Die fast vegetationslosen Inseln ohne Frischwasser bieten keinerlei Lebensgrundlage für den dauerhaften Aufenthalt von Menschen. Archäologische Funde gab es bisher nicht, doch zweifellos war das Atoll den Ureinwohnern Hawaiis bekannt. Die nächstgelegene Insel ist Necker, eine häufig aufgesuchter Ort religiöser Bedeutung mit zahlreichen Zeremonialbauten, etwa 160 km entfernt im Südosten.

### Europäische Entdeckung
Auf Anraten seines Marineministers (Secrétaire d'État de la Marine) de Castries übertrug König Ludwig XVI. das Kommando über das prestigeträchtige Unternehmen einer französischen Weltumseglung dem aus einer alten Patrizierfamilie stammenden Marineoffizier Jean-François de Galaup de La Pérouse. Zwei Fregatten – die Astrolabe und die Boussole – wurden ausgerüstet und stachen am 1. August 1785 von Brest aus in See. Am 6. November 1786 erreichte La Pérouse die French Frigate Shoals:

„Da ich alle Segel beisetzen ließ, sahen wir bald eine kleine Insel oder einen gespaltenen Fels, von höchstens fünfzig Klaftern im Durchschnitt, und zwanzig bis fünf und zwanzig in der Höhe. Sie lag an dem nordwestlichsten Ende einer Klippenreihe, auf welcher wir beinahe gescheitert wären. Zwischen dieser kleinen Insel und den Brandungen gegen Südosten, lagen drei Sandbänke, die sich nicht vier Fuß hoch über die Meeresfläche erhoben, und durch ein grünliches Wasser, das keinen Faden tief zu seyn schien, von einander getrennt waren. Wir umsegelten sie gegen Osten, Süden und Westen, in der Entfernung einer Meile, und blieben bloß über den nördlichen Theil in Ungewißheit, den wir nur vom Mastkorbe herab sehen konnten. Die Länge von dem äußersten Ende der Brandung an bis zu der kleinen Insel, ist vier Meilen. Ihre geographische Lage ist 23 Grad, 45 Min. nördlicher Breite, und 168 Grad 10 Min. westlicher Länge. Ich habe diese Klippe Untiefe der französischen Fregatten genannt, weil sie unserer Reise beinahe ein Ende gemacht hätte.“

Der „gespaltene Fels“, der hier beschrieben ist, war der La Perouse Pinnacle. Im französischen Original seiner Reisebeschreibung nennt La Pérouse das von ihm entdeckte Atoll Basse des Frégates françaises, übersetzt etwa: (Fels-)Bank der französischen Fregatten. Der heutige französische Name lautet: Banc de sable de la Frégate française (deutsch: Sandbank der französischen Fregatte).
Die erste Karte, die die French Frigate Shoals zeigt, befindet sich in dem von Gérard Sébastien Bernizet illustrierten Atlas zu den Reisen von la Perouse.
Die Schiffe der United States Exploring Expedition unter dem Kommando von Charles Wilkes verbrachten mehrere Monate im hawaiianischen Archipel. Dort trennte sich die Flotte auf und die Porpoise, die Oregon und die Flying-Fish fuhren die nordwestlichen Hawaii-Inseln entlang. Am 3. Dezember 1841 kamen die French Frigate Shoals in Sicht, aber wegen schlechten Wetters und einer hohen Brandung verzichtete Leutnant Cadwalader Ringgold, der Kommandeur der Porpoise, darauf, an Land zu gehen.

### Neuzeit
In der Folgezeit wurden die French Frigate Shoals nur gelegentlich aufgesucht. Vom 30. Mai bis 5. Juni 1891 hielt sich der Schoner Kaalokai aus Honolulu auf den French Frigate Shoals auf, um die Riffinseln auf Guanovorkommen zu untersuchen. Die Überprüfung der Erdproben im Bordlabor ergab, dass auf keinem der Motus abbauwürdige Vorkommen zu erwarten waren.:56
Präsident Sanford Dole ernannte am 9. Juli 1895 James Anderson King, den Innenminister der Republik Hawaii, zum Sonderbeauftragten (Special Commissioner) für die Annexion der nordwestlichen Hawaiiinseln. Am selben Tag stach King mit dem Revenue-Kutter Lehua unter dem Kommando von Kapitän Berry von Honolulu aus in See. Am 13. Juli 1895 kam der La Perouse Pinnacle in Sicht. King und Captain Berry landeten auf einer nahegelegenen Sandinsel, hissten die hawaiianische Flagge und erklärten die Inbesitznahme der French Frigate Shoals für die Republik Hawaii.
1898 annektierten die Vereinigten Staaten die Hawaii-Inseln und damit auch die French Frigate Shoals. Sie gehörten zu den Inseln, die Präsident Theodore Roosevelt am 3. Februar 1909 als Hawaiian Islands Bird Reservation unter Schutz stellte.
Im Rahmen der biologischen und archäologischen Erforschung mehrerer zentralpazifischer Inseln besuchte die Tanager-Expedition des US Fish and Wildlife Service und des Bishop Museums das Atoll mit elf Wissenschaftlern verschiedener Disziplinen vom 22. bis 28. Juni 1923. Leiter der Gruppe war der Ornithologe Alexander Wetmore. Dies war die erste umfassende wissenschaftliche Untersuchung der French Frigate Shoals.:43
Nachdem der Dampfer Guide des U.S. Coast and Geodetic Survey 1928 eine genaue Vermessung und Kartierung der Inseln vorgenommen hatte, interessierte sich auch das Militär für das abgelegene Atoll. In den Jahren 1932 bis 1939 gab es mehrere Flottenmanöver der US Navy mit Kriegsschiffen und Flugbooten, die in der Lagune landeten.

### Zweiter Weltkrieg
Nach Ausbruch des Pazifikkrieges und dem Angriff auf Pearl Harbor nutzte die Kaiserlich Japanische Marine die French Frigate Shoals für einen zweiten Angriff auf den Flottenstützpunkt Pearl Harbor. Am 3. März 1942 flogen zwei japanische Kawanishi H8K-Flugboote zunächst zu den Marshallinseln und dann zu den French Frigate Shoals. Dort wurden sie bereits von zwei U-Booten erwartet, die die Aufgabe hatten, die Flugzeuge aufzutanken. Die mit je vier 250-kg-Bomben ausgerüsteten Langstrecken-Flugboote flogen dann nach Oʻahu, mit dem Auftrag, die Hafenanlagen von Pearl Harbor zu bombardieren. Wegen einsetzenden Regens, starker Bewölkung und Verdunkelung hatten die Piloten Schwierigkeiten sich zu orientieren, sodass die Bomben die vorgesehenen Ziele nicht trafen und keine nennenswerten Schäden anrichteten. Als Schutz vor weiteren, ähnlich gelagerten Angriffen ließ die US-Navy einen Monat später die Lagune der French Frigate Shoals verminen.:84
Als direkte Folge der Schlacht um Midway trafen im August 1942 Pioniere des 5th Naval Construction Battalion auf Tern Island ein, um mit dem Bau eines Flugplatzes zu beginnen. Um die die Insel zu vergrößern, wurde das Riff ausgebaggert und Korallenschutt angehäuft, mit dem Ziel, eine Start- und Landebahn sowie eine Abstellfläche für 24 Jagdflugzeuge zu schaffen. Mehr als zwei Drittel der erweiterten Inselfläche nahm der Flugplatz ein. Auf dem verbliebenen Land errichtete man als Unterkünfte Quonsetbaracken, die zur Tarnung weiß gestrichen und teilweise in den Sand eingegraben waren, sowie einen Kontrollturm, einen Radarturm, ein Tanklager und weitere Versorgungsgebäude. Die Besatzung der Basis, die 1943 als Hilfsstation der Naval Air Station Pearl Harbor in Betrieb genommen wurde, bestand in der Regel aus 118, für einen dreimonatigen Einsatz aus Pearl Harbor abgeordneten Marineangehörigen. Der Flugplatz diente als Notlandebahn und Tankstopp für Jagdstaffeln, die zwischen Hawaii und Midway unterwegs waren, und ermöglichte die Überwachung des umgebenden Seegebietes. Tern Island selbst war im weiteren Verlauf des 2. Weltkrieges niemals Angriffsziel der Japaner.:93 f.

### Nachkriegszeit
Nach Kriegsende wurde die Station auf Tern Island nicht mehr benötigt und zunächst in den Wartestand versetzt, um im Oktober 1946 endgültig aufgegeben zu werden. Danach nutzte ein Fischereiunternehmen das Flugfeld, um mit Douglas DC-3 Charterflugzeugen in der Umgebung gefangenen Frischfisch nach Honolulu zu bringen.:48–51
Im Oktober 1952 errichtete die Küstenwache auf Tern Island einen LORAN-Turm, Wasser- und Treibstofftanks, Versorgungsgebäude sowie Unterkünfte für eine 20 Mann starke Besatzung als Ersatz für die im selben Jahr aufgegebene Station auf East-Island. Die Landebahn wurde für die wöchentlichen Post- und Versorgungsflüge genutzt und blieb bis 1979 in Betrieb. Von 1961 bis 1963 kam eine mobile Überwachungsstation des Militärs (PMR – Pacific Missile Range facility) hinzu, um Satelliten der Discoverer-Serie und Weltraumprojekte der Sowjetunion zu verfolgen.:165
Am 15. Juni 2006 proklamierte Präsident George W. Bush das Northwestern Hawaiian Islands Marine National Monument, ein Schutzgebiet, das die Landflächen und das Seegebiet der nordwestlichen Hawaii-Inseln von Nihoa bis zum Pearl-und-Hermes-Atoll sowie die Midwayinseln umfasst. 2007 erhielt es den hawaiischen Namen Papahānaumokuākea Marine National Monument und steht heute in der der Liste des UNESCO-Welterbes.

### Havarien
Die meisten Schiffe umfahren das gefährliche Seegebiet weiträumig. Havarien waren dennoch – bis in die Neuzeit – nicht selten.
Das Walfangschiff Two Brothers aus Nantucket geriet am 11. Februar 1823 in einen Sturm und lief auf ein Riff auf, konnte aber kurzzeitig wieder flott gemacht werden, nur um erneut so heftig aufzulaufen, dass das Heck abbrach. Brecher überrollten das Wrack, das in kurzer Zeit voll Wasser lief. Als klar wurde, dass die Two Brothers nicht mehr zu retten war, setzte die Besatzung zwei Walfangboote aus und konnte nur noch ein paar Navigationsinstrumente bergen, bevor sie das Schiff verlassen musste. Die Boote trieben die ganze Nacht hindurch und steuerten auf einen Fels zu, den die Männer in der Dunkelheit für ein Schiff unter vollen Segeln hielten, aber es stellte sich heraus, dass es sich nur um die unzugänglichen La Perouse Pinnacles handelte. Schließlich erreichte die Mannschaft eine der Sandinseln des Korallenriffs, konnte aber zwei Tage später von dem Walfangschiff Martha aus Nantucket gerettet werden. Das Wrack wurde 2017 von Unterwasserarchäologen untersucht und in das National Register of Historic Places aufgenommen.
Der Walfänger South Seaman aus Fairhaven (Massachusetts), Kapitän Thomas Norton, lief am 13. März 1859, um 5 Uhr morgens, auf das Korallenriff auf, sodass der Fockmast brach. Innerhalb von zwei Stunden riss der heftige Seegang den Rumpf auf und das Schiff kippte zur Seite, Die Besatzung hatte noch Zeit, etwas Proviant, Wasser und wichtige Navigationsinstrumente zu retten und die Boote zu besteigen, in der Absicht, damit vor dem Wind nach Guam zu segeln. Doch schon zwei Stunden später trafen sie auf ein Beiboot des Schoners Kamehameha IV aus Hawaii, der sich zufällig in der Gegend befand und das Wrack der South Seaman im anbrechenden Tageslicht gesehen hatte. Kapitän Foss brachte die Schiffbrüchigen nach Honolulu, wo sie am 27. März 1859 sicher eintrafen.
Am 14. April 1867, um 1 Uhr morgens, havarierte die Walfang-Bark Daniel Wood aus New Bedford (Massachusetts) am Riff der French Frigate Shoals. Die Besatzung konnte noch drei Boote ausbringen und rettete sich damit auf eine kleine Sandinsel. Am folgenden Tag fuhren sie Männer zurück zum Wrack, wo sie noch Proviant und etwas Frischwasser bergen konnten, bevor das Schiff unterging. Mit dem größten der Boote machten sich Captain Richmond, der Maat und sechs Matrosen auf den Weg nach Honolulu, wo sie am 24. April eintrafen. Die übrigen, auf der Insel verbliebenen Besatzungsmitglieder wurden Anfang Mai 1867 von der USS Lackawanna gerettet.
Am 22. Februar 1896 havarierte der Zweimast-Schoner Mattie E. Dyer, Kapitän Mockler, ein Robbenjäger, am Riff der French Frigate Shoals und lief innerhalb von 10 Minuten voll Wasser. Die Mannschaft flüchtete mit etwas Proviant in die Beiboote, von denen die heftige Brandung ausgerechnet jenes zerschmetterte, das die meisten Wasservorräte geladen hatte. Die Männer retteten sich auf eine nahe gelegene Sandinsel, auf der sie vergeblich nach Frischwasser gruben. Daraufhin beschloss Captain Mockler, nach Niʻihau zu segeln, wo zwei der Boote nach vier Tagen ankamen. Das dritte Boot wurde nach acht Tagen auf See von dem Dampfschiff Ke Au Hou aufgenommen, das zur Suche und Rettung entsandt worden war.
Trotz erheblich verbesserter Navigation gab es auch im 20. Jahrhundert noch Schiffsunfälle bei den French Frigate Shoals. Am 23. Februar 1977 fing der unter liberianischer Flagge laufende Öltanker Hawaiian Patriot unweit der French Frigate Shoals Feuer. Kurz darauf riss eine Explosion ein Loch in den Rumpf und das Schiff sank. 50 000 Tonnen Öl liefen ins Meer, richteten aber keine Schäden auf den French Frigate Shoals an, da der Ölteppich nach Westen, auf die offene See trieb. Das Feuer wurde von einer Lockheed C-130 der US-Küstenwache entdeckt, sodass 38 Besatzungsmitglieder bald von einem vorbeifahrenden Handelsschiff aufgenommen werden konnten. Einer war bei der Explosion gestorben.
Am 27. April 1980 lief der griechische Frachter Anangel Liberty wegen eines Navigationsfehlers auf einer Sandbank im Südosten der French Frigate Shoals auf Grund. Um das Schiff zu bergen, mussten 2200 Tonnen Kaolin aus der Ladung ins Meer gepumpt werden. Größere Umweltschäden entstanden nicht, da kein Öl auslief. 1982 lief das Fischerboot Keola auf das Riff und sank. Mehrere Tausend Liter Öl liefen aus. Die Besatzung rettete sich auf Gin Island und konnte nach 11 Tagen evakuiert werden.:56

## Verwaltung
Die French Frigate Shoals gehören zur City and County of Honolulu im US-Bundesstaat Hawaii. Wie die anderen unbewohnten nordwestlichen Hawaii-Inseln ist sie Teil des Papahānaumokuākea Marine National Monuments, des zweitgrößten Meeresschutzgebietes der Erde. Dessen Verwaltung liegt in der Verantwortung von vier Treuhändern: dem Bundesstaat Hawaii, dem United States Fish and Wildlife Service (USFWS), der National Oceanic and Atmospheric Administration (NOAA) und dem Office of Hawaiian Affairs (OHA), einer selbstverwalteten Körperschaft des Staates Hawaii. Das Betreten bedarf der Erlaubnis, die nur für wissenschaftliche Zwecke erteilt wird.
Nach dem Abzug von Militär und Küstenwache sind die Inseln unbewohnt, jegliche Infrastruktur fehlt. Außerdem sind sie wegen fehlender Verkehrsverbindungen schwer erreichbar.

## Name
Der amtliche Name des Atolls ist „French Frigate Shoals“. Anlässlich einer in den letzten Jahren entstandenen Bewegung zur Erhaltung und Erneuerung traditioneller hawaiischer Kultur beabsichtigt man die Wiedereinführung der mündlich tradierten, „alten“ Inselnamen. Für die French Frigate Shoals sind drei hawaiische Namen bekannt, die als traditionell gelten: Lalo, Kānemilohaʻi und Mokupāpapa.
Lalo bedeutet unten, nach unten, nautisch aber auch nach Lee, der Richtung der Passatwinde folgend westlich. Der Begriff Lalo assoziiert das Bild tief liegender Inseln, die teilweise unter Wasser liegen oder unter die Meeresoberfläche absinken, eine zutreffende Beschreibung für die French Frigate Shoals. Sie sind auch das erste Atoll, das „leewärts“, d. h. westlich von Necker Island liegt, einem Ort von hervorgehobener zeremonieller Bedeutung und spiritueller Übergangspunkt ins Jenseits.:93 u. 100
Kānemilohaʻi ist eigentlich der traditionelle Name von Tern Island, der Hauptinsel der French Frigate Shoals, wird aber häufig synonym für den gesamten Archipel gebraucht. Kāne Milohai (auch Kāne-milo-hai) war eine niedere Gottheit der Mythologie Hawaiis, der ältere Bruder der Vulkangöttin Pele. Der Sage nach ließ Pele auf ihrer Reise von Tahiti nach Hawaii ihren Bruder Kāne Milohai als Wächter auf einer flachen, kargen Insel zurück, die als Tern Island identifiziert wird.
In zahlreichen Fällen wurden mündlich überlieferte Ortsnamen falsch geschrieben, sodass sich ihre Bedeutung veränderte. Daher erhielt das Hawaiian Language Lexicon Committee (Kōmike Huaʻōlelo) der University of Hawaiʻi at Hilo 2017 den Auftrag, traditionelle Namen für die Hawaii-Inseln festzulegen. Das Komitee, bestehend aus meist älteren, hawaiianischen Muttersprachlern, wurde 1987 gegründet, um Wörter für Begriffe zu finden, die den Ureinwohnern unbekannt waren. Die Ausschussmitglieder einigten sich auf den einheimischen Namen Mokupāpapa für die French Frigate Shoals. Das Wort Moku oder Motu = Insel, zusammen mit pāpapa, das ein niedriges, flaches Riff bezeichnet, kann man ungefähr als „Insel oder Inseln mit tief liegenden Riffen“ übersetzen. Papa oder Papahānaumoku hat eine weitere Bedeutung: in der Mythologie Hawaiis ist sie die Erdgöttin und Urmutter (Makuahine) der hawaiianischen Inseln. Der in Gesängen tradierte Name Mokupāpapa bezieht sich auf eine oder mehrere Inseln, die nordwestlich von Niʻihau liegen sollen. Das nächstgelegene Atoll, auf das dieses Merkmal zutrifft, ist French Frigate Shoals. Der Name war bereits James Cook aus Erzählungen der Insulaner bekannt. Leutnant James King (1750–1784), nautischer Offizier der Resolution auf Cooks dritter und letzter Südseereise, schreibt in seinem Journal:

„To the WSW of Teula, they visit a low sandy island for Sea birds & Turtle called Modoo-papapa or Komodoo papapa.
West-Südwest von Teula [vielleicht Kaʻula ?] besuchen sie eine niedrige Sandinsel namens Modoo-papapa oder Komodoo-papa, um Seevögel und Schildkröten [zu fangen].“